# 吴廷璆
吴廷璆（1910年7月23日—2003年12月3日），字曼泉，曾用名默健，笔名林玖，男，浙江绍兴人，中国历史学家，南开大学教授，曾任天津市政协副主席，中国民主同盟中央委员会常务委员，第五、六、七届全国政协委员。